# Hornillos de Cerrato
Hornillos de Cerrato è un comune spagnolo di 120 abitanti situato nella comunità autonoma di Castiglia e León.